# Sierpik (roślina)
Sierpik (Serratula L.) – rodzaj roślin należący do rodziny astrowatych. Należą tu w zależności od ujęcia dwa lub cztery gatunki. Zasięg rodzaju obejmuje niemal całą Europę oraz strefę umiarkowaną Azji, na wschodzie po Japonię. W Polsce rośnie jeden gatunek – sierpik barwierski S. tinctoria. Drugi tradycyjnie tu zaliczany – sierpik różnolistny S. lycopifolia współcześnie klasyfikowany jest do siostrzanego rodzaju jako Klasea lycopifolia. Znaczenie użytkowe ma sierpik barwierski S. tinctoria – roślina barwierska, lecznicza i ozdobna.

## Morfologia
PokrójByliny o pędach nieuzbrojonych (bez kolców), wzniesionych, rozgałęziających się zwykle tylko w górnej połowie.
LiścieO blaszce pierzasto wcinanej lub klapowanej, na brzegu ząbkowanej lub piłkowanej.
KwiatyZebrane w pojedyncze koszyczki lub jest ich więcej, tworzących kwiatostany złożone – podbaldachy i wiechy. Okrywy są jajowate, półkuliste do miseczkowatych. Listki okrywy często czerwono lub różowo zabarwione, wewnętrzne błoniaste, dłuższe, czasem ze smukłym kolcem na szczycie. Dno koszyczka jest pokryte szczecinkami. Kwiaty brzeżne w koszyczku są żeńskie, nieco tylko dłuższe od kwiatów wewnętrznych, obupłciowych. Korony są różowe do purpurowych.
OwoceNiełupki nagie, z zaokrąglonym wierzchołkiem. Puch kielichowy składa się z kilku szeregów pierzastych włosków jednakowej długości.

## Systematyka
Pozycja systematyczna
Rodzaj z rodziny astrowatych Asteraceae z podrodziny Carduoideae, z plemienia Cardueae i podplemienia Centaureinae. W obrębie podplemienia najbliżej spokrewniony z rodzajem Klasea. 
Wykaz gatunków
- Serratula coronata L.
- Serratula kirghisorum Iljin
- Serratula lancifolia Zakirov
- Serratula tinctoria L. – sierpik barwierski